# Sequedin
Sequedin è un comune francese di 4 430 abitanti situato nel dipartimento del Nord nella regione dell'Alta Francia.

## Società

### Evoluzione demografica
Abitanti censiti